# Красносельскстройматериалы

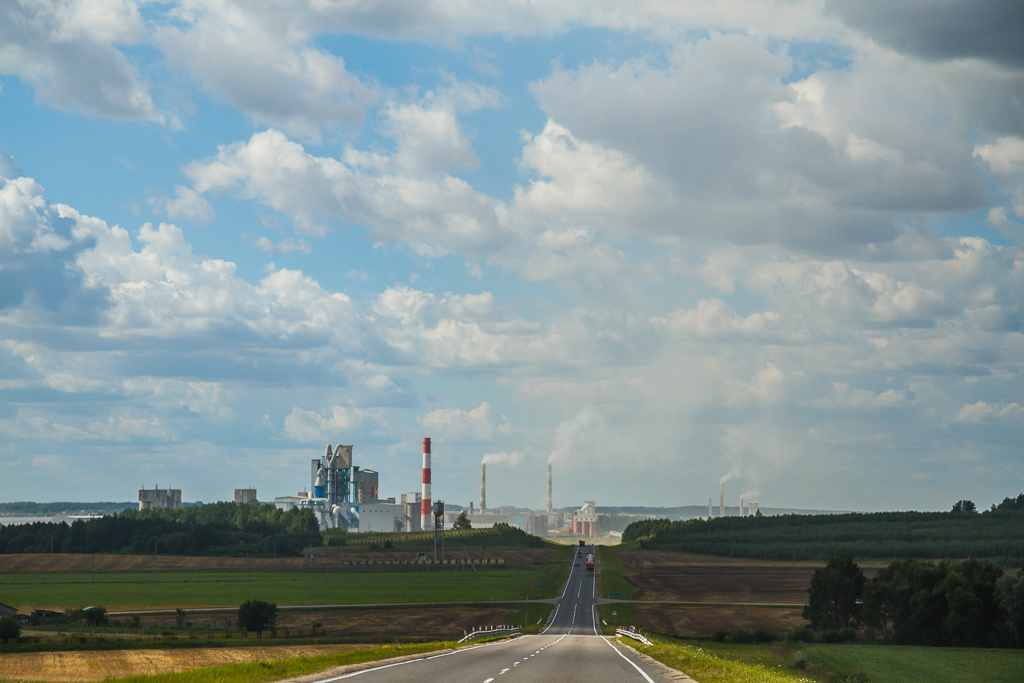
Вид на главные корпуса предприятия

ОАО «Красносельскстройматериалы» (бел. ААТ «Краснасельскбудматэрыялы») — белорусская компания по производству цемента и других строительных материалов. Центральное предприятие в компании — один из трёх цементных заводов в Республике Беларусь, расположенный на западе страны, в посёлке Красносельский Волковысского района Гродненской области.
В 2011 году удельный вес предприятия в производстве цемента в Республике Беларусь составлял 41,7%, в производстве асбестоцементных листов — 57,7%, извести — 61,2%.

## История
Летом 1914 года возле месторождений цементного сырья деревни Красное (сейчас — городской посёлок Красносельский) был открыт завод «Россь» (впоследствии — «Победа»). В 1946 году мощность завода составила 285 тыс. т цемента в год, к 1962 году мощности предприятия выросли до 630 тыс. т цемента. В 1972—1974 годах в Красносельском был введён в эксплуатацию завод асбестоцементных изделий, в 1973—1975 годах — известковый завод. Предприятия были объединены в ПО «Волковыскцементношифер». В 1990 году ПО было преобразовано в одноимённое арендное предприятие, в 1996 году — в ОАО «Красносельскцемент». В 1999 году эта компания была объединена с Гродненским областным межколхозным предприятием по производству цемента, в 2001 году было зарегистрировано ОАО «Красносельскстройматериалы». В середине 2010-х годов к ОАО «Красносельскстройматериалы» были присоединены два предприятия, расположенные в Гродненской области — Гродненский комбинат строительных материалов в областном центре (филиал №5) и Сморгоньсиликатобетон в городе Сморгонь (филиал №7). В 2018 году ОАО «Красносельскстройматериалы» вошло в холдинг «Белорусская цементная компания».

### Модернизация производства
В 2004 году началось производство цветной тротуарной плитки, в 2005 году — сухих строительных смесей. В 2009 году на заводе асбестоцементных изделий была запущена линия по производству блоков из ячеистого бетона, в 2012 году — линия по производству клинкера сухим способом. Последняя линия была результатом масштабной модернизации цементной отрасли в республике, вызванной нехваткой цемента в середине 2000-х годов. Однако к моменту завершения строительства новой линии спрос на цемент стабилизировался, и предприятия начали испытывать проблему со сбытом дополнительной продукции. Для модернизации предприятия было привлечено 142,46 млн долларов кредитов Экспортно-импортного банка Китая, несколько десятков миллионов долларов — Беларусбанка и 11 млн рублей — Банка развития Республики Беларусь. Из-за необходимости погашения кредита, взятого для этой модернизации, компания с 2015 до начала 2019 года работала с убытком. В начале 2019 года предприятие получило отсрочку по возмещению основного долга и процентов, выплаченных из государственного бюджета, до 31 декабря 2037 года, а также освобождение от налога на недвижимость и земельного налога на этот же период.
В 2018 году сообщалось о намерении государства продать весь свой пакет акций ОАО «Красносельскстройматериалы» ирландской компании CRH за 200 млн долларов, хотя потенциальный инвестор оценил компанию дешевле. Сделка не состоялась.

## Современное состояние
Основная выпускаемая продукция — цемент, известь, мел, кирпичи и строительные блоки, сухие строительные смеси, шифер. В 2011 году 63,5% выручки предприятие получило от производства и продажи цемента.
В 2011 году было произведено:
- 1929 тыс. т цемента;
- 376 тыс. т извести;
- 71 тыс. т мела;
- 64 тыс. т сухих строительных смесей;
- 1393 кут хризотилцементных труб;
- 88 туп шифера;
- 197 млн усл. кирпичей и блоков строительных.

По состоянию на 2011 год 5,1% продукции экспортировалось (в Польшу, Литву, Россию, Латвию, Эстонию, Украину)
В 2011 году на филиале №1 «Цементный завод» работало 675 человек, №2 «Завод асбестоцементных изделий» — 522 человека, №3 «Известковый завод» — 355 человек, №4 «Карьероуправление» — 136 человек.
Месторождения сырья (мела, глины, песка) находятся возле завода, их добыча механизирована: с 1991 года работают шагающие экскаваторы.

## Персоналии
- Иван Васильевич Скопин (1932—2009) — советский рабочий, Герой Социалистического Труда (1971), работал на предприятии оператором вращающихся печей.